# 천사와 악당
천사와 악당(Angel And The Badman)은 미국에서 제작된 제임스 에드워드 그랜트 감독의 1947년 멜로/로맨스, 서부 영화이다. 존 웨인 등이 주연으로 출연하였고 존 웨인 등이 제작에 참여하였다.

## 출연

### 주연
- 존 웨인
- 게일 러셀

### 조연
- 해리 캐리
- 브루스 가보
- 아이린 리치
- 톰 파워즈
- 폴 허스트
- 올린 하랜드
- 존 핼로랜
- 마셜 리드

## 제작진
- 의상: 애들 팰머